# V433 Возничего
V433 Возничего (лат. V433 Aurigae), HD 37367 — двойная звезда в созвездии Возничего на расстоянии (вычисленном из значения параллакса) приблизительно 3224 световых лет (около 989 парсеков) от Солнца. Видимая звёздная величина звезды — от +6,06m до +6,02m. Возраст звезды оценивается как около 19,8 млн лет.

## Характеристики
Первый компонент — бело-голубая переменная звезда (LPB:) спектрального класса B2IV-V, или B5. Масса — около 6,44 солнечных, радиус — около 30,84 солнечных, светимость — около 3270,826 солнечных. Эффективная температура — около 16950 K.
Второй компонент — оранжевый карлик спектрального класса K. Масса — около 670,15 юпитерианских (0,6397 солнечной). Удалён на 2,782 а.е..